# Donald C. Winter
Donald Charles Winter, né le 15 juin 1948 à New York, est un homme d'affaires et politique américain membre du Parti républicain qui fut notamment secrétaire à la Marine des États-Unis.
Ancien haut dirigeant de TRW, une entreprise produisant dans le domaine de l'aérospatiale et de la défense, il a été nommé à ce poste par le président George W. Bush, nomination confirmée par le Sénat avant qu'il ne prête serment le 3 janvier 2006. En janvier 2009, le secrétaire à la Défense Robert Gates a demandé au nouveau président Barack Obama que Winter demeure un temps à son poste afin de prendre le temps de lui trouver un remplaçant. Après moins de deux mois passés dans l'administration Obama, Winter démissionne et il s'ensuit un intérim de plusieurs mois de B. J. Penn avant que Ray Mabus ne soit choisi pour lui succéder.

### Sources
- (en) Cet article est partiellement ou en totalité issu de l’article de Wikipédia en anglais intitulé « Donald C. Winter » (voir la liste des auteurs).
- The Honorable Donald C. Winter, biographie officielle de Winter sur le site de la Navy